# Madambakkam
Madambakkam es una ciudad y nagar Panchayat situada en el distrito de Chengalpattu en el estado de Tamil Nadu (India). Su población es de 31681 habitantes (2011). Se encuentra a 26 km de Chennai y a 57 km de Kanchipuram.

## Demografía
Según el censo de 2011 la población de Madambakkam era de 31681 habitantes, de los cuales 16073 eran hombres y 15608 eran mujeres. Madambakkam tiene una tasa media de alfabetización del 92,47%, superior a la media estatal del 80,09%: la alfabetización masculina es del 95,02%, y la alfabetización femenina del 89,85%.